# インテグリティー・シスターズ
インテグリティ・シスターズ (Integrity Sisters) は、アメリカ合衆国アイオワ州出身の12歳-20歳の姉妹からなるガール・ポップ・グループ。1998年結成。
また純潔運動団体トゥルー・ラブ・ウェイツの公式メンバーでもあり、アメリカのティーンの心を捉えている。

## メンバー
- カンサス・カークホーベン
- ジェイミー・カークホーベン
- カソンドラ・カークホーベン
- ケルシー・カークホーベン
- ジャスミン・カークホーベン